# Großer Möseler
De Großer Möseler (Duits) of Grande Mèsule (Italiaans) is een 3478 meter hoge berg op de grens van de Oostenrijkse deelstaat Tirol met de Italiaanse provincie Bozen-Zuid-Tirol. De berg is de op een na hoogste berg van de Zillertaler Alpen, na de Hochfeiler. De top is op 16 juni 1865 voor het eerst bereikt door G.H. Fox, Douglas William Freshfield en Francis Fox Tuckett met gidsen François Devouassoud en Peter Michel. Er zijn drie mogelijke routes voor de beklimming: vanuit het westen via het Furtschaglhaus, vanuit het zuiden via de Nevesjochhütte (Ital. Rifugio Giovanni Porro) en vanaf de Edelrauthütte (Ital. Rifugio Passo Ponte di Ghiaccio).